# Sarah Woldmoe
Sarah Woldmoe (* 27. Juli 1992 als Sarah Christine Killion in Fort Wayne, Indiana) ist eine US-amerikanische Fußballspielerin, die zuletzt bei den Chicago Red Stars in der National Women’s Soccer League unter Vertrag stand.

## Karriere

### Verein
Während ihres Studiums an der University of California, Los Angeles spielte Woldmoe von 2011 bis 2014 für die dortige Universitätsmannschaft der UCLA Bruins und lief parallel dazu im Jahr 2013 bei der W-League-Franchise Pali Blues und im Folgejahr bei deren Nachfolger Los Angeles Blues auf. In beiden Jahren konnte sie mit ihren Mannschaften das Finalspiel der W-League für sich entscheiden. Anfang 2015 wurde Woldmoe beim College-Draft der NWSL in der ersten Runde an Position zwei vom Sky Blue FC verpflichtet. Ihr Ligadebüt gab sie am 12. April 2015 bei einem 1:0-Auswärtssieg über den amtierenden Meister FC Kansas City.

### Nationalmannschaft
Woldmoe debütierte im Jahr 2011 in der U-20-Nationalmannschaft des US-amerikanischen Fußballverbandes und gewann mit dieser die Weltmeisterschaft 2012. Anfang 2013 kam sie im Rahmen des Sechs-Nationen-Turniers in La Manga erstmals in der US-amerikanischen U-23 zum Einsatz. Zum Algarve-Cup 2014 wurde Woldmoe erstmals in den Kader der A-Nationalmannschaft berufen, kam jedoch zu keinem Einsatz. 2015 nahm sie zum zweiten Mal am Sechs-Nationen-Turnier teil.

## Erfolge
- 2012: Gewinn der U-20-Weltmeisterschaft
- 2013: Gewinn der W-League-Meisterschaft (Pali Blues)
- 2014: Gewinn der W-League-Meisterschaft (Los Angeles Blues)